# Odynerus dilectus
Odynerus dilectus är en stekelart som beskrevs av Henri Saussure 1870. Odynerus dilectus ingår i släktet lergetingar, och familjen Eumenidae. Inga underarter finns listade i Catalogue of Life.